# Przemysław Zawada
Przemysław Zawada (ur. 18 marca 1977 w Wałbrzychu) – polski pilot rajdowy.

## Życiorys
Studiował na Wydziale Zarządzania i Marketingu Politechniki Wrocławskiej, uzyskał tytuł MBA ze specjalizacją Financial Management w Central Queensland University.
Jeden z bardziej doświadczonych pilotów rajdowych w Polsce. W trakcie kariery pilotował wielu utytułowanych kierowców rajdowych - wśród nich między innymi: Tomasza Czopika, Grzegorza Grzyba, Macieja Lubiaka, Jana Chmielewskiego, Filipa Nivette i obecnie Arona Domżałę.
W trakcie kariery rajdowej startował następującymi samochodami:
- Klasa WRC: Peugeot 206 WRC, Škoda Fabia WRC
- Klasa S2000: Skoda Fabia S2000, Peugeot 207 S2000
- Klasa N4/R4: Mitsubishi Lancer Evolution IX, Mitsubishi Lancer Evolution X, Mitsubishi Lancer Evolution X R4, Subaru Impreza WRX STi N15
- Klasa R3: Citroën DS3 R3T, Renault Clio R3
- Klasa R2: Ford Fiesta R2B

Jest członkiem Polskiego Związku Motorowego. Od roku 2007 reprezentuje Automobilklub Dolny Śląsk.